# Nikol Nahshonov
Nikol Nahshonov (6 maggio 2003) è una nuotatrice artistica israeliana.

## Palmarès
- Giochi europei

Cracovia 2023: oro nel programma libero combinato e bronzo nella gara a squadre programma libero

### Coppa del Mondo
- 4 podi:
  - 1 vittoria (1 nella gara a squadre)
  - 1 secondo posto (1 nella gara a squadre)
  - 2 terzi posti (2 nella gara a squadre)

#### Coppa del mondo - vittorie
| Data          | Luogo  | Paese  | Disciplina  |
| ------------- | ------ | ------ | ----------- |
| 3 giugno 2023 | Oviedo | Spagna | Team libero |